# Zeittafel der Menschheitsgeschichte

Ausbreitung des anatomisch modernen Menschen (rot) über die Erde und vorausgehende Besiedelung durch Homo erectus (gelb) und Neandertaler (ocker); die Zahlen stehen für Jahre vor heute.

Die Zeittafel der Menschheitsgeschichte enthält eine Übersicht zur Ausbreitung des Menschen und zur Menschheitsgeschichte in einer Vielzahl verlinkter Teilaspekte, die sich von den Anfängen des modernen Menschen (Homo sapiens) bis heute erstrecken.

## Einordnungsmuster in der Geschichtswissenschaft
- Darstellung von Geschichte:
 Geschichtsschreibung, Geschichte der Geschichtsschreibung, Weltgeschichte (Erfassungsansätze einschließlich Globalgeschichte).

- Periodisierung:
 Ur- und Frühgeschichte mit den Teildisziplinen Urgeschichte und Frühgeschichte; Steinzeit, Neolithische Revolution, erste Hochkulturen, Bronzezeit, Eisenzeit, griechisch-römische Antike, „Achsenzeit“, Mittelalter, Neuzeit inklusive Frühe Neuzeit, „Sattelzeit“ und Moderne, Zeitgeschichte.

- Große Spezialgebiete der Forschung:
 Kulturgeschichte, Sozialgeschichte, Politische Geschichte, Geistesgeschichte, Wirtschaftsgeschichte, Rechtsgeschichte, Militärgeschichte.

## Ausbreitung des Menschen seit der Steinzeit
| Jahr       |  | Ereignis                                                                                          |
| −2.600.000 |  | Beginn der Altsteinzeit (Early Stone Age), erste Vertreter der Gattung Homo                       |
| −1.000.000 |  | älteste Feuer‌stellen, die zweifelsfrei durch Menschen (Homo erectus) angelegt wurden              |
| −300.000   |  | Übergang der Hominisation zum anatomisch modernen Menschen: Entstehung des Homo sapiens in Afrika |
| −160.000   |  | Beginn der ersten Siedlungswelle                                                                  |
| −110.000   |  | Ankunft der Menschen im Nahen Osten                                                               |
| −60.000    |  | Ankunft der Menschen in Australien                                                                |
| −45.000    |  | Beginn der Besiedelung Europas                                                                    |
| −40.000    |  | Beginn der Besiedlung Asiens in einer zweiten Siedlungswelle                                      |
| −18.000    |  | Erste Spuren der Neolithischen Revolution                                                         |
| −17.000    |  | Älteste Spuren von Töpferei in Xianrendong und Diaotonghuan (China)                               |
| −15.000    |  | Beginn der Besiedlung Amerikas                                                                    |
| −14.000    |  | Nachweisliche Domestizierung von Hunden im Doppelgrab von Oberkassel                              |
| −13.000    |  | Keramik-Gefäße der Jōmon-Zeit in Japan                                                            |
| −12.000    |  | Natufien-Kultur in der Levante                                                                    |
| −11.000    |  | Beginn des Ackerbaus im Fruchtbaren Halbmond                                                      |
| −10.500    |  | Allmähliche Entstehung erster Hochkulturen in Mesopotamien                                        |
| −9.500     |  | Beginn der Clovis-Kultur in Nordamerika                                                           |
| −8.800     |  | Beginn der Folsom-Kultur in Nordamerika                                                           |
| −8.500     |  | Beginn der Domestizierung des Schweins (siehe: Geschichte der Schweinehaltung)                    |
| −8.000     |  | Älteste Spuren des Anbaus von Getreide im Nahen Osten                                             |
| −7.400     |  | Gründung von Çatalhöyük in Anatolien (siehe: Geschichte Anatoliens)                               |
| −7.000     |  | Beginn des Ackerbaus in der Archaischen Periode in Mittel- und Südamerika                         |
| −7.000     |  | Domestizierter Reis in China                                                                      |
| −7.000     |  | Nachweisliche Domestizierung des Schweins in Anatolien                                            |
| −5.500     |  | älteste Zeugnisse einer von Ornamenten unterscheidbaren Schrift (Geschichte)                      |
| −4.000     |  | Klassische Hochkulturen, Beginn des Altertums                                                     |
| −2.200     |  | Beginn der Bronzezeit in Mesopotamien (Vorgeschichte)                                             |
| −1.700     |  | Beginn der Eisenzeit in Kleinasien (Geschichte Anatoliens)                                        |
| −1.500     |  | Zweite Besiedelungswelle Ozeaniens                                                                |

## Geographische Übersicht
Diese Übersicht der Geschichte nach räumlicher Zuordnung verwendet die 6-Kontinente-Einteilung in Asien, Afrika, Amerika, Antarktika, Europa und Australien/Ozeanien.

### Geschichte Asiens
Kategorien: Asiatische Ur- und Frühgeschichte, Asiatische Geschichte
Nordasiatische Geschichte (K)
Geschichte Russlands (Überschneidungen mit der Geschichte Europas)
Vorgeschichte Sibiriens, Geschichte Sibiriens
Zentralasiatische Geschichte (K)
Geschichte Kasachstans
Geschichte Usbekistans
Geschichte Kirgisistans
Geschichte Turkmenistans
Geschichte Tadschikistans
Vorderasiatische Geschichte (K)
Chronologien der altorientalischen Geschichtsschreibung
Historische Entwicklung des Alten Orients
Geschichte Georgiens
Geschichte Aserbaidschans
Geschichte Armeniens
Geschichte Anatoliens
Geschichte Zyperns
Geschichte Syriens
Geschichte des Irak
Geschichte des Libanon
Geschichte Israels
Geschichte Jordaniens
Vorislamische Geschichte der Arabischen Halbinsel
Geschichte Saudi-Arabiens
Geschichte Kuwaits
Geschichte Katars
Geschichte der Vereinigten Arabischen Emirate
Altes Südarabien, Geschichte des Jemen
Geschichte Omans
Südasien (K)
Geschichte Irans
Geschichte Afghanistans
Geschichte Pakistans
Tibetische Geschichte, Zeittafel Tibet, Tibetische Monarchie
Geschichte Indiens
Indus-Kultur (Zeittafel)
Mogulreich
Britisch-Indien
Entwicklung Indiens seit der Unabhängigkeit
Geschichte Nepals
Geschichte Bhutans
Bengalen, Geschichte Bangladeschs
Sri Lankas (Ceylons) Geschichte
Geschichte der Malediven
Ostasien (K)
Geschichte der Mongolei
Geschichte Chinas (Zeittafel China)
Geschichte Japans
Geschichte Koreas: Geschichte Nordkoreas, Geschichte Südkoreas
Geschichte Taiwans
Südostasische Geschichte (K)
Geschichte Myanmars
Laotische Geschichte
Geschichte Thailands
Geschichte Kambodschas
Geschichte Vietnams
Geschichte der Philippinen
Geschichte Malaysias
Geschichte Indonesiens
Westtimorische Geschichte
Geschichte Osttimors
Bruneiische Geschichte

### Geschichte Afrikas
Geschichte des Mittelmeerraumes
Entdeckungsgeschichte Afrikas
Geschichte Nordafrikas
Geschichte der Westsahara
Geschichte Marokkos
Geschichte Algeriens
Geschichte Numidiens
Geschichte Tunesiens
Karthagisches Reich
Römische Provinz Africa (Tunesien, teilweise Libyen)
Das Reich der Vandalen in Nordafrika
Geschichte Libyens
Geschichte Ägyptens
Geschichte des Alten Ägypten
Römische Provinz Aegyptus
Geschichte des Sudan
Reich von Kusch
Geschichte Subsahara-Afrikas
Westafrika
Geschichte Kap Verdes
Geschichte Mauretaniens
Geschichte Malis
Geschichte Burkina Fasos
Geschichte Nigers
Geschichte Nigerias
Zentralafrika
Geschichte des Tschad
Kamerun
Zentralafrikanische Republik
Geschichte Gabuns
Geschichte der Demokratischen Republik Kongo
Geschichte der Republik Kongo
Geschichte Angolas
Ostafrika
Geschichte Äthiopiens
Geschichte Somalias (Zeittafel Somalia)
Das Goldland Punt,
Uganda, Kenia, Tansania
Sambia
Geschichte Simbabwes
Geschichte Mosambiks
Geschichte der Komoren
Geschichte Mayottes
Geschichte Madagaskars
Südafrika
Geschichte Namibias
Geschichte Botswanas
Geschichte Eswatinis
Geschichte Südafrikas

### Geschichte Amerikas
|  |
|  |
|  |

Besiedlung Amerikas, Entdeckung Amerikas
Entdeckung Amerikas 1492
Dekolonisierung Amerikas
Geschichte Nordamerikas
Geschichte der First Nations (Alaska und Kanada)
Geschichte Alaskas
Geschichte Kanadas
Indianerkriege, Zeittafel der Indianerkriege
Geschichte der Vereinigten Staaten
Indianerpolitik der Vereinigten Staaten
Chronologie der Rassengesetze der Vereinigten Staaten
Geschichte Mexikos (Zeittafel Mexiko)
Geschichte Mittelamerikas
Mesoamerika: Chronologie des präkolumbischen Mesoamerika
Westindische Inseln: Geschichte und Entdeckung der Karibik
Geschichte der Bahamas
Geschichte Kubas
Geschichte Hispaniolas
Geschichte Haitis
Geschichte der Dominikanischen Republik
Geschichte Puerto Ricos
Geschichte Jamaikas
Geschichte Grenadas
Geschichte Belizes
Geschichte Guatemalas
Geschichte von Honduras
Geschichte El Salvadors
Geschichte Nicaraguas
Geschichte Costa Ricas
Geschichte Panamas
Geschichte Südamerikas
Geschichte Kolumbiens
Geschichte Venezuelas
Geschichte Guyanas
Geschichte Ecuadors
Geschichte Perus
Geschichte Brasiliens (Zeittafel Brasilien)
Geschichte Boliviens
Geschichte Chiles
Geschichte Paraguays
Geschichte Uruguays
Geschichte Argentiniens
Geschichte der Falklandinseln

### Geschichte Antarktikas
Geschichte Südgeorgiens und der Südlichen Sandwichinseln
Entdeckung und Besiedlung der Südlichen Shetlandinseln
Liste von Antarktisexpeditionen

### Geschichte Europas
Europäische Expansion
Nordeuropa /Skandinavien (Geschichte):
Geschichte Islands
Geschichte der Färöer
Geschichte Norwegens
Geschichte Schwedens
Geschichte Dänemarks
Geschichte Finnlands
Westeuropa
Herrschaftsgebilde auf den Britischen Inseln
Geschichte Irlands
Geschichte Großbritanniens
Geschichte Frankreichs
Mitteleuropa
Geschichte des Baltikums
Geschichte Estlands
Geschichte Lettlands
Geschichte Litauens
Geschichte Deutschlands
Geschichte Böhmens (Tschechische Geschichte)
Geschichte der Slowakei
Geschichte Polens
Geschichte der Schweiz
Geschichte Österreichs
Geschichte Ungarns
Osteuropa
Geschichte von Belarus
Geschichte der Ukraine
Geschichte Russlands (Ausbreitung über den Ural, Überschneidungen mit der Geschichte Asiens)
Südeuropa
Geschichte Portugals (Zeittafel Portugal)
Geschichte Spaniens
Geschichte Korsikas, Geschichte Sardiniens, Geschichte Siziliens, Geschichte Maltas
Römisches Reich (Zeittafel Rom), Geschichte Italiens
Südosteuropäische Geschichte/Balkan
Vorgeschichte: Helladische Periode
Frühhelladikum, Mittelhelladikum, Späthelladikum
Antike: Antikes Griechenland
Geschichte Griechenlands
Geschichte Jugoslawiens
Geschichte von Bosnien und Herzegowina
Eyâlet Bosnien, Bosnische Geschichte
Herzegowinische Geschichte
Geschichte Serbiens
Geschichte Sloweniens
Geschichte Kroatiens
Geschichte Rumäniens
Geschichte Bulgariens
Geschichte Albaniens
Geschichte Nordmazedoniens
Geschichte Kretas, Minoische Kultur
Geschichte des Mittelmeerraumes

### Geschichte des australischen Kontinents
Kategorie: Geschichte Australiens und Ozeaniens
Da Australien und vor allem die Inseln des Pazifischen Ozeans im Verlauf der Menschheitsgeschichte zuletzt besiedelt wurden, haben sie keine umfangreiche Vorgeschichte, und die Geschichtsschreibung setzt meist erst mit der Entdeckung im Verlauf der Europäischen Expansion ein.
Geschichte Australiens
Geschichte Ozeaniens
Mikronesische Geschichte
Geschichte der Marianen-Inseln
Geschichte der Karolinen-Inseln
Geschichte der Marshallinseln
Geschichte Naurus
Melanesien
Geschichte der Insel Neuguinea
Geschichte der Salomonen-Inseln
Geschichte Vanuatus
Polynesische Geschichte
Geschichte Neuseelands